# Alain Gresh
Alain Gresh, né en 1948 en Égypte, est un journaliste français, ancien rédacteur en chef du Monde diplomatique, fondateur des journaux en ligne Orient XXI et Afrique XXI, spécialiste du Proche-Orient,, et plus particulièrement du conflit israélo-palestinien,,, auquel il a consacré plusieurs ouvrages.
Il a longtemps été cadre influent du Parti communiste. Il est souvent qualifié de pro-palestinien.

## Biographie

### Origines
La mère d'Alain Gresh est née de parents russes juifs.
Son père naturel est Henri Curiel. Curiel était militant communiste et internationaliste, issu d'une famille juive francophone de nationalité italienne établie en Égypte. Il sera assassiné en 1978 à Paris,. Curiel « marquera Alain Gresh sur l’importance de la lutte en faveur du Tiers-Monde ».
Le père adoptif d'Alain Gresh est un Égyptien copte,.
Alain Gresh naît en 1948 au Caire, en Égypte. Il passe le début de sa jeunesse en Égypte, et affirme avoir pris conscience d'une différence de point de vue liée à la situation géographique, selon que l'on vit dans le monde arabe ou en Occident. Il entre à 14 ans aux jeunesses communistes en arrivant en France.

### Engagement politique
Après avoir été permanent de l'Union des étudiants communistes avec Dominique Vidal[réf. souhaitée] puis de la Jeunesse communiste, il devient ensuite secrétaire coordinateur du Festival mondial de la jeunesse et des étudiants à La Havane (1978),.
Il devient ensuite membre de la section de politique extérieure du Parti communiste (PCF), chargé du Proche-Orient et de l'Afrique du Nord.
En 1979 est fondée l’organisation pro-palestinienne Association France-Palestine Solidarité. Selon Geneviève Sellier, sa première secrétaire nationale, Alain Gresh aurait joué un rôle important pour sa création.
En 2007, rétrospectivement, Alain Gresh affirme lors d'un entretien que le Parti communiste l’avait mandaté pour créer cette association. L'année précédente, en 1978, l'Union soviétique avait reconnu l'Organisation de libération de la Palestine comme la seule représentation du peuple palestinien. Cependant, l'association était constituée de représentants de tous bords politiques, et non seulement du Parti communiste.
Dans les années 1980, Alain Gresh arrête d'être permanent au Parti communiste, puis le quitte complètement. Il affirmera dans un entretien qu'il était déçu du manque d'intérêt du parti pour les questions internationales. Dans un autre entretien, il affirme qu'un point de rupture était le soutien du PCF à l'invasion soviétique de l'Afghanistan en 1979.
Il organise en février 2007 une conférence pour l'organisation pro-palestinienne Génération Palestine dans les locaux d’une université parisienne.

### Activités professionnelles
Alain Gresh a été rédacteur en chef du mensuel Le Monde diplomatique pendant une dizaine d'années jusqu'en décembre 2005, date à laquelle il démissionne de son poste pour redevenir simple journaliste,. De janvier 2008 à janvier 2014, il est le directeur adjoint du mensuel. Il prend finalement sa retraite fin 2015[réf. souhaitée].
Alain Gresh est directeur du journal en ligne Orient XXI, site d'information sur le monde arabe, le monde musulman et le Moyen-Orient. Il a été président de l'Association des journalistes spécialisés sur le Maghreb et le Moyen-Orient (AJMO), association qui a cessé ses activités dans les années 2000.

## Ouvrages et prises de position

### Cause palestinienne
Son premier livre est la publication de sa thèse sur l'Organisation de libération de la Palestine, intitulé OLP, histoire et stratégies (1983). L'ouvrage est présenté par la militante du PCF Annie Kriegel comme « le travail le plus sérieux et le plus riche que l'on possède en français sur l'OLP »[réf. à confirmer]. Selon Samir Kassir, Gresh produit une « analyse fouillée » qui s'appuie sur de très nombreux documents et « permet de toucher du doigt les articulations majeures du mouvement palestinien, mais également d’en apprécier le pluralisme ». La chercheuse Helena Cobban (en) de l'université de Georgetown, donne un avis très négatif de son livre, qu'elle considère être une thèse, « peu éditée », « désorganisée » et « résolument schizoïde ». Elle critique également l'éditeur : « Les éditeurs français ont souvent une attitude plus indulgente envers un style de prose ressemblant à des notes de classe que leurs homologues anglophones ».
En 1989, il organise avec Hamadi Essid et Jean-Paul Chagnollaud ainsi qu'avec le soutien de députés européens, un colloque auquel participent pour la première fois publiquement des représentants de l’OLP et des députés israéliens (alors que L’OLP était encore considérée comme organisation terroriste).
Alain Gresh est invité sur AJ+ en 2018, pour fournir des explications sur le conflit israélo-palestinien. La vidéo d'AJ+ est critiquée par Marianne, qui l'estime plus orientée idéologiquement que véritablement informative.

### Islam
Alain Gresh publie en 1994 Un péril islamiste ?, qui regroupe sous sa direction les écrits de 17 auteurs en provenance de divers horizons. Selon Dhoukar Hédi, « la réponse qui se dégage de l'ouvrage collectif conclut à la non existence d'un tel péril, alors que les problèmes soulevés par les divers intervenants restent pour l'essentiel sans réponse. Comment en serait-il autrement, puisque, si péril il y a, il ne menace que les peuples musulmans ? ». Dhoukar Hédi estime qu'Un péril islamiste ? est un livre « dense, riche et actuel, qui, à aucun moment, ne dérape dans la complaisance, le dénigrement ou le paternalisme ».
D'après l'universitaire James Cohen, Alain Gresh est un spécialiste du conflit israélo-arabe et il s'accorde avec Tariq Ramadan sur un « axe de convergence » pour « résister » à l'ordre mondial « au-delà des différences de civilisations, de religions et de cultures ». James Cohen estime que Tariq Ramadan et Alain Gresh tentent de dépasser leurs différences en construisant des valeurs universelles susceptibles de rallier ceux qui voudraient « construire un monde moins divisé ». Les deux s'opposent fermement au point de vue de Samuel Huntington (Le Choc des civilisations) qui estime qu'islam et Occident s'affrontent dans une dynamique soutenue par des différences culturelles irréconciliables. Ils se rejoignent également dans l'idée que le regard des Européens sur les immigrés et enfants d'immigrés musulmans est conditionné par leur passé colonialiste. Cependant, Alain Gresh, à la différence de Tariq Ramadan, estime que la convergence entre islam et Occident se heurte à la faiblesse du courant de résistance à l'ordre mondial au sein des forces islamiques : « où sont les forces islamiques qui proposent une solution aux problèmes du développement économique, à ceux de la misère, de la démocratie, du multipartisme, de la liberté d'expression, des droits des femmes ? ». Alain Gresh estime également que les intellectuels arabes sont dans une posture de « victimisation » au lieu de construire des passerelles avec l'Occident.
La chercheuse Valérie Amiraux, qui analyse le livre d'Alain Gresh L'Islam, la République et le monde, écrit : « Alain Gresh signe, selon nous, ici, son ouvrage le plus intime. Il y inscrit sa sensibilité à l’égard du débat sur l’islam en France dans un itinéraire biographique qui s’ouvre en Égypte. Mais, à la différence des écrits de Dounia Bouzar et Caroline Fourest, il a le souci constant d’une historicité toujours érudite, pertinente, qui permet de suivre à la trace l’itinéraire des concepts, des personnes, des idées, les chemins tortueux de la prise de décision publique en matière de culte ».
Selon la chercheuse en sociologie Valérie Amiraux, Alain Gresh aborde les enjeux du traitement public de l'islam et des Musulmans de France en y intégrant les polémiques médiatiques autour de Tariq Ramadan. Alain Gresh « replace la montée de la haine du Musulman dans le contexte international et dans l’histoire de la France post-coloniale », et il affirme l'existence d'une « amnésie coloniale qui continue de marquer la vie politique ». Pour la chercheuse, les travaux d'Alain Gresh font partie des « rares » analyses qui « ont pensé activement [l]e lien entre passé colonial et migration post-coloniale ». Par ailleurs, Alain Gresh « se risque franchement sur des terrains polémiques », abordant des sujets comme le viol ou les tournantes, qu'il contextualise, chiffre pour comprendre l'ampleur des phénomènes, « en mobilisant des références centrales de sociologie urbaine (Whyte, Wirth) qui, effectivement, sont parmi les outils les plus rodés aux terrains en question ». Valérie Amiraux note les longs développements d'Alain Gresh sur les travaux de la commission Stasi sur la laïcité, qui selon elle méritent d'être lu pour comprendre les « erreurs de lecture » de Caroline Fourest sur ce même sujet et « son aveuglement de militante ».
Alain Gresh se joint en 2020 à une tribune qui suggère que Tariq Ramadan, inculpé dans des affaires de viols, ne fait pas l'objet d'une « justice impartiale et égalitaire », mais risque d'être discriminé en raison de sa religion musulmane.

### Géopolitique
Concernant la géopolitique du Moyen-Orient, Robert Fisk de The Independent considère, en 2013, qu'Alain Gresh en est « le meilleur commentateur » et que son travail dans Le Monde diplomatique « est, ou devrait être, une lecture essentielle pour tous les politiciens, généraux, officiers du renseignement, bourreaux, et tous les Arabes de la région. » Fisk note en particulier l'analyse d'Alain Gresh qui relève que, dans le cadre de la révolution égyptienne de 2011, le parti des Frères musulmans s'est montré « fondamentalement incapable de s'adapter à l'accord politique pluraliste, de sortir de sa culture de la clandestinité, de se transformer en un parti politique, de faire des alliances […] ».
En 2017, Gresh est invité au Doha Institute du Qatar. Entre autres, il y critique la politique de la France vis-à-vis du monde arabe.

## Influence
Alain Gresh a joué un rôle dans l'ouverture de certaines tendances de gauche à l'islam,. Ainsi, en 1991, il publie un article dans la revue de la Ligue communiste révolutionnaire décrivant une coupure entre la gauche et les peuples musulmans. Sa publication, en l'an 2000, de L'islam en questions avec  Tariq Ramadan s'inscrit également dans cette tendance. En 2003 il s'engage aux côtés de Tariq Ramadan au Forum social européen de Davos.
Ce rapprochement entre gauche et islam est souvent qualifié d'« islamo-gauchisme », un terme cependant jugé péjoratif et polémique,,,. Ceux qui utilisent ce terme en citent souvent Alain Gresh comme l'une des figures emblématiques,,.

## Critiques
En 2017, les journalistes Judith Waintraub et Vincent Nouzille dénoncent, dans une enquête sur « les agents d’influence de l’islam » publiée par Le Figaro Magazine, les relais « intellectuels, responsables politiques ou acteurs associatifs » de l'« islamosphère » qui selon les auteurs « investissent l'espace médiatique », citant notamment l'exemple d'Alain Gresh.
Dès 2010, pour le journaliste et polémiste Mohamed Sifaoui, Alain Gresh est un « islamo-gauchiste », un « idiot utile », qui, notamment, estime inacceptable de faire entrer dans un moule unique les bouleversements dans les pays musulmans — guerre civile algérienne, talibans en Afghanistan, etc —, alors que, selon Mohamed Sifaoui, ils ont pour point commun « l'idéologisation de l'islam à des fins politiques »[pertinence contestée].

## Publications

### Livres
- OLP, Histoire et stratégies. Vers l'État palestinien, Spag Papyrus, 1983, (Gallica, https://gallica.bnf.fr/ark:/12148/bpt6k3324519x.texteImage
- Avec Dominique Vidal, Palestine 47, un partage avorté, Éditions Complexe, 1994
- Avec Dominique Vidal, Les 100 portes du Proche-Orient, Éditions de l'Atelier, 1996. - rééd. Hachette sous le nom Les 100 clés du Proche-Orient, 2006  (ISBN 978-2-01-279310-1)
- Avec Tariq Ramadan, L'Islam en questions, Actes Sud, 2000  (ISBN 978-2-7427-2916-6)
- Israël, Palestine : Vérités sur un conflit, Fayard, 2001 ; rééd. actualisée, 2007, 2010 puis en 2017  (ISBN 978-2-01-279498-6)
- L'Islam, la République et le Monde[42], Fayard, 2004  (ISBN 978-2-213-61750-3)
- 1905-2005 : les enjeux de la laïcité, L'Harmattan, 2005  (ISBN 978-2-7475-8052-6)
- De quoi la Palestine est-elle le nom ?, Les Liens qui libèrent, 2010  (ISBN 978-2-918597-14-8)
- Avec Hélène Aldeguer (dessin), Un chant d'amour. Israël-Palestine, une histoire française, La Découverte, 2017, réédition actualisée et augmentée en 2023 (Libertalia). (BNF 45288235)

### Préfaces
- Marc Hecker (préf. Jean-Claude Guillebaud et Alain Gresh), La presse francaise et la première guerre du Golfe, Paris, L'Harmattan, coll. « Inter-National », 1er décembre 2003, 164 p. (ISBN 2-7475-5407-4 et 978-2-7475-5407-7, OCLC 417647749)
- Olfa Lamloum (dir.) (préf. Alain Gresh), Irak : Les médias en guerre, Sindbad-Actes Sud Institut Panos, coll. « L'actuel », 29 octobre 2003, 238 p. (ISBN 978-2-7427-4596-8, OCLC 417432104)
- David Baran (préf. Alain Gresh), Vivre la tyrannie et lui survivre : L'Irak en transition, Päris, Mille et une nuits, coll. « Essai », 16 juin 2004, 434 p. (ISBN 978-2-84205-825-8, OCLC 419225219)
- Jean-Pierre Gélard (dir.) (préf. Alain Gresh), Médias, mensonges et démocratie... : 14e forum "Le Monde Diplomatique" "Carrefours de la pensée", Rennes, Presses universitaires de Rennes, 1er février 2005, 179 p. (ISBN 978-2-7535-0101-0, OCLC 469796329)
- Stéphanie Latte Abdallah (préf. Alain Gresh), Femmes réfugiées palestiniennes, Paris, Presses universitaires de France, coll. « Partage du savoir », 19 janvier 2006, 236 p. (ISBN 978-2-13-055264-2, OCLC 70880882)
- Éric Rouleau (préf. Alain Gresh), Dans les coulisses du Proche-Orient : Mémoires d'un journaliste diplomate (1952-2012), Paris, Fayard, 31 octobre 2012, 436 p. (ISBN 978-2-213-67143-7, OCLC 999428722)
- Véronique Massenot et Bruno Pilorget (préf. Alain Gresh, photogr. Marc Abel), Salaam Palestine ! : [CARNET DE VOYAGE] en Terre d'Humanité, Antony, La boîte à bulles, coll. « Carnet de voyage », 6 juin 2013, 232 p. (ISBN 978-2-84953-175-4, OCLC 858188927)
- Ilan Halevi (préf. Alain Gresh), Islamophobie et judéophobie : L'effet miroir, Éditions Syllepse, coll. « Arguments et mouvements », 5 juin 2015, 187 p. (ISBN 978-2-84950-463-5, OCLC 919034599)
- Dominique Le Nen (préf. Alain Gresh, postface Irène Frachon), De Gaza à Jénine : Au cœur de la Palestine, Paris, L'Harmattan, coll. « Comprendre le Moyen-Orient », 5 décembre 2017, 3e éd. (1re éd. 2012), 224 p. (ISBN 978-2-343-13677-6, OCLC 1034780353)
- Javâd Hadidi (préf. Alain Gresh, postface Ata Ayati), De Sa'di à Aragon : Le rayonnement de la littérature persane en France, Paris, L'Harmattan, coll. « Collection L'Iran en transition », 4 juillet 2018, 374 p. (ISBN 978-2-343-15313-1)
- Malika Hamidi (préf. Alain Gresh), Un féminisme musulman, et pourquoi pas ?, La Tour-d'Aigues, L'aube, coll. « Mikrós Essais », 5 mars 2020, 2e éd. (1re éd. 2017), 208 p. (ISBN 978-2-8159-3726-9, OCLC 1175620000)
- La révolution palestinienne et les Juifs  (préf. Alain Gresh), Montreuil, Libertalia, coll. « Orient XXI », 3 juin 2021, 88 p. (ISBN 978-2-37729-200-4, OCLC 1259506395)Texte du Fatah, initialement édité en 1970 par Minuit

### Postfaces
- Souha Béchara et Cosette Ibrahim (trad. de l'arabe par Rawdha Cammoun-Claveria, postface Alain Gresh), La fenêtre : Camp de Khiam [« أحلم بِزنزانة من كرز »], Tunis, elyzad, coll. « éclats de vie »,‎ 20 mai 2014, 140 p. (ISBN 978-9973-58-067-2, OCLC 881687695)
- Loïc Le Clerc (préf. Dominique Vidal, postface Alain Gresh), Jérusalem 2048 : Israël célèbre le centenaire de son indépendance... ou pas, Tarbes, Les éditions Arcane 17, 8 juin 2023, 110 p. (ISBN 978-2-493049-21-6, OCLC 1392407607)